# Inmigración italiana en México
La inmigración italiana en México es el flujo de ciudadanos italianos en los Estados Unidos Mexicanos
De acuerdo con el censo 2020 del INEGI hay 6 619 ciudadanos italianos radicando en México. La comunidad italiana de Quintana Roo es la que más ha crecido en el país durante la última década, siendo el segunda comunidad europea más grande del estado solo por detrás de la comunidad española.
El flujo empezó durante el Imperio español, aunque el fenómeno se ha intensificado a finales del siglo XIX. Los primeros italianos que llegaron al suelo mexicano fueron los frailes franciscanos y dominicos, que acompañaron a los religiosos en la conquista de las tierras americanas. Después de las guerras napoleónicas, en Italia empezó el fenómeno de la “emigración de masa” y, por este motivo, muchos italianos se trasladaron a México. Estos primeros emigrantes italianos procedían principalmente del norte de Italia y se asentaron, sobre todo, en Las Cieneguitas del municipio de La Barca (situado en el estado de Jalisco) y en Zentla (situada en el estado de Veracruz). Posteriormente, se movieron al pueblo vecino de Tepatlaxco que, por la gran cantidad de italianos que había,  se convirtió en el tercer pueblo italiano en México. Otros lugares en donde se establecieron fueron las ciudades de Mazatepec, Tetelas, Chipilo (en el estado de Puebla), Barreto (en el estado de Morelos), Lombardía, Nueva Italia, Apatzingán (en el estado de Michoacán de Ocampo) y Aldana (ubicada en el entonces Distrito Federal, que desde el 31 de enero de 2016 se llama Ciudad de México). Ciudad Altamirano, Chilpancingo (en el Estado de Guerrero), León (Guanajuato), Monterrey (en Nuevo León), Cuautitlán, El Oro, Valle de Bravo, Luvianos, Tejupilco de Hidalgo (en Estado Libre y Soberano de México) y Ciudad del Maíz (en el estado de San Luis Potosí) son otros de los lugares en los cuales el fenómeno fue muy intenso. 
En el siglo XIX el Gobierno mexicano creó algunas colonias agrícolas y, por esta razón, llegaron varios colonos italianos. Las colonias constituidas eran seis: Colonia Manuel González en Zentla, Huatusco y en Tepatlaxco (en el estado de Veracruz), Colonia Porfirio Díaz en Morelos, Colonia La Aldana en Distrito Federal y Colonia Ciudad del Maíz en San Luis Potosí. Además, había dos colonias en dos regiones de Puebla: la Colonia Carlos Pacheco en Mazatepec y la Colonia Fernández Leal en Chipilo.

## Historia

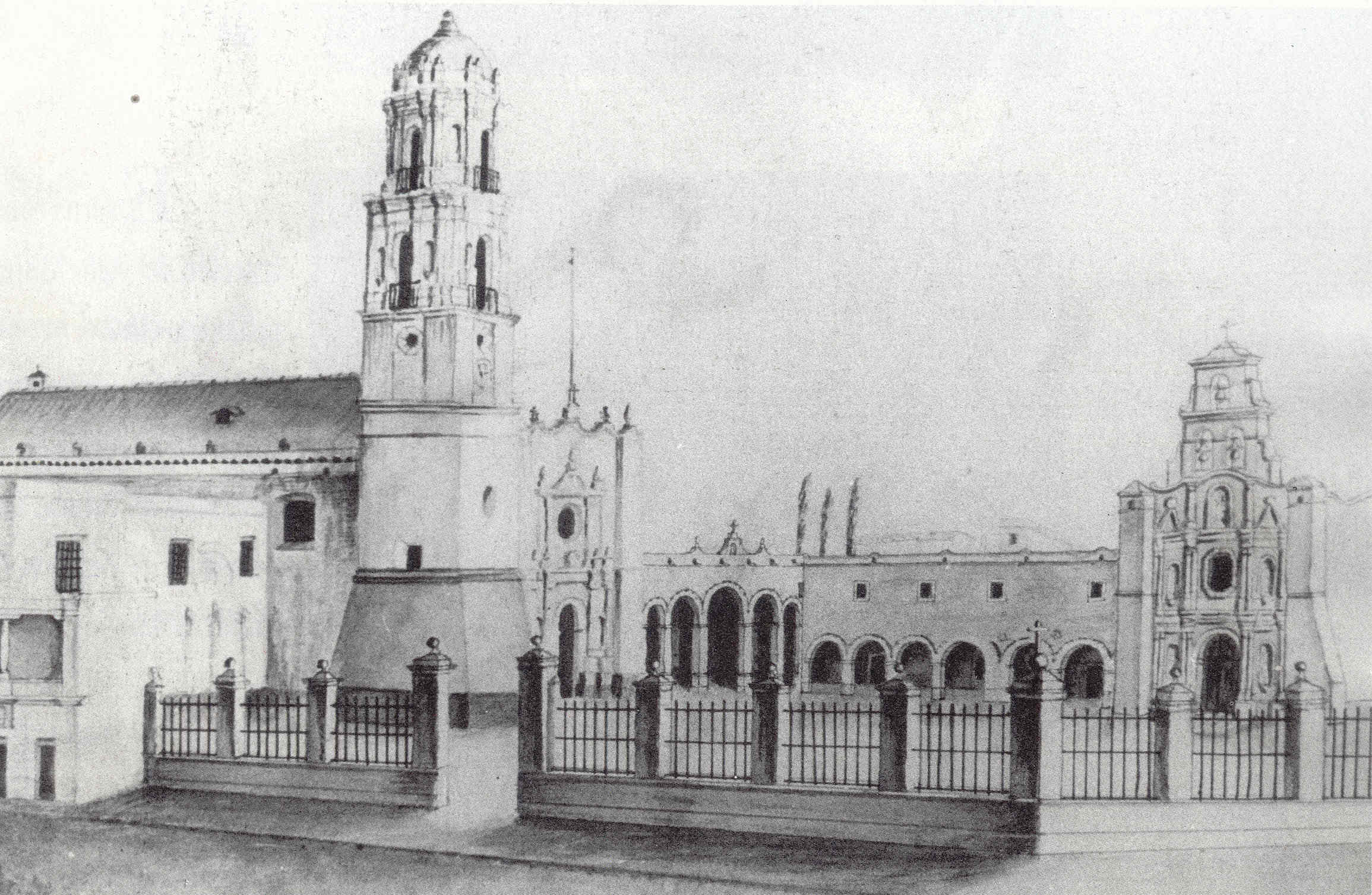
Primer convento franciscano de México (1605).

Las relaciones entre Italia y México tienen raíces antiguas: desde la época de la Conquista y de la colonización, nunca han faltado figuras de italianos que han vivido en México y, cada uno de ellos, dejó las huellas de su misión. Entre ellos, cabe destacar Giovanni Bautista Schiapapria (más conocido por su nombre castellanizado de Juan Bautista de Chapa), que fue uno de los primeros pobladores del Nuevo Reino de León. Además de dar origen y perpetrar el apellido “Chapa” entre sus discendentes (que son bastante numerosos, sobre todo en Nuevo León, Coahuila, Tamaulipas y sur de Texas), Giovanni Bautista, durante su permanencia, escribió una extensa e interesante narrativa de cómo era la vida en dicho reino y de los acontecimientos que allí tuvieron lugar. 
Otro ejemplo es el de Giovanni Paoli, nacido en Brescia, que introdujo el arte de la imprenta en México y en los Estados Unidos en la primera mitad del siglo XVI. Asimismo, en Veracruz, se admiran todavía las imponentes estructuras del Fuerte de San Juan de Ulúa, proyectado y construido por el arquitecto militar Bautista Antonelli. 
Durante los siglos coloniales, numerosos misioneros italianos se establecieron en el Norte, para evangelizar y explorar la parte del continente americano que se asoma al Pacífico. A este respecto, basta citar al padre trentino Eusebio Francisco Chino, geógrafo y explorador, que demostró que Baja California es una península. Otro nombre significativo es el de Giovanni María Salvaterra, misionero en California y fundador de colegios y provincias de su Orden en México. Durante el siglo XIX, una serie de militares italianos fueron a México para combatir al amparo de los insurgentes: entre ellos Vincenzo Filisola de Potenza, que participó en la guerra de la Independencia y fue el primer oficial patriota que logró entrar en la capital el 24 de septiembre de 1821. Otro combatiente italiano que llegó a las jerarquías más altas del ejército mexicano fue el conde Giuseppe Stavoli di Parma, superviviente de las guerras napoleónicas.

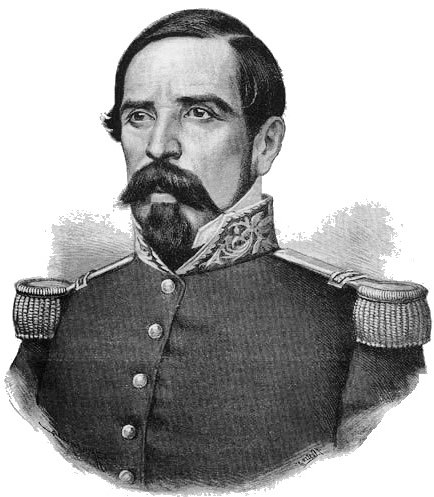
Manuel Lombardini; presidente mexicano, descendiente de inmigrantes italianos.

Durante este período emigraron a México sólo alrededor de 3000 italianos, y al menos la tercera parte de ellos regresó después a Italia o transmigró hacia los Estados Unidos a causa de conflictos bélicos e internos del país. Posteriormente, llegaron nuevas comunidades, aunque en menor escala.
A pesar de que hubo una pequeña inmigración burguesa durante la colonización (en la que vino también la familia de Manuel Lombardini, presidente de México en 1853), la mayoría de los italianos que se desplazaron a México eran agricultores o trabajadores agrícolas de los distritos del norte mexicano. La mayoría de estos inmigrantes procedían del norte de Italia y, en particular, desde las regiones de Véneto, Lombardía, Trentino-Alto Adigio (ubicadas en el nordeste del país), Lacio, Toscana y Sicilia. Otros, en cambio, llegaron en las primeras décadas del siglo XX y, entre ellos, había también muchos del sur de Italia.
El aporte de la comunidad italiana en esas décadas se manifestó en muchas áreas: en el campo de las Bellas Artes algunos pintores destacables fueron Eugenio Landesio, milanés, que enseñó en la Academia de San Carlos, y Francesco Saverio Cavallari, oriundo de Palermo y profesor de la misma Academia. Por lo que se refiere a la arquitectura, durante los primeros años del siglo XX, dejaron su huella en México dos personajes importantes: Silvio Contri, el cual hizo el edificio de la Secretaría de Transportes, y el ferrarés Adamo Boari, a quien se deben el gran Palacio de Bellas Artes y el edificio de Correos en Ciudad de México.
Gran parte de los colonos italianos que llegaron a finales de 1800 y principios de 1900 recibieron donaciones de tierras por parte del Gobierno mexicano, en las que se crearon importantes colonias agrícolas como Nueva Italia y Zentla:

La colonización italiana del siglo XIX fue sin duda el suceso más relevante en el desarrollo histórico, político, demográfico y económico del municipio de Zentla. Entre otras consecuencias, trajo el asentamiento, en el territorio municipal, de centenares de colonos, con el consiguiente incremento demográfico (poblacional); la fundación de varios centros de población, entre ellos Manuel González (año 1882), y el posterior traslado de la cabecera municipal al mismo (en 1895). La actual cabecera de Zentla recibió la denominación de Manuel González, en honor del presidente del mismo nombre (años 1883-1893), quien favoreció su fundación y desarrollo durante su periodo presidencial cuatro años (1880-1884). Además, desde su fundación en 1882 ha sido conocida popularmente como la colonia de Huatusco (por la cercana ciudad de Huatusco Chicuéllar) y la colonia de los italianos. Estas denominaciones arraigaron tanto que 117 años después de su fundación, el pueblo es conocido, incluso en numerosos documentos oficiales, como «la Colonia».

En 1885, llegó a México Dante Cusi (nacido en Brescia en 1848) que, junto con Luis Brioschi (lombardo) se trasladó a Cieneguitas, en el municipio de Tanhuato y, más adelante, a Apatzingán, en el estado de Michoacán. Fue allí donde compró tierras baldías (es decir, terrenos nacionales incultos) y organizó dos grandes colonias agrícolas parecidas a las cooperativas agrícolas italianas: Hacienda Lombardía y Hacienda Nueva Italia. “Por 40 años, éstas fueron el modelo de colonización agrícola en México; desafortunadamente fueron desmembradas en tiempo de la reforma agraria del Presidente Cárdenas”.

### Los italianos en elsigloXX

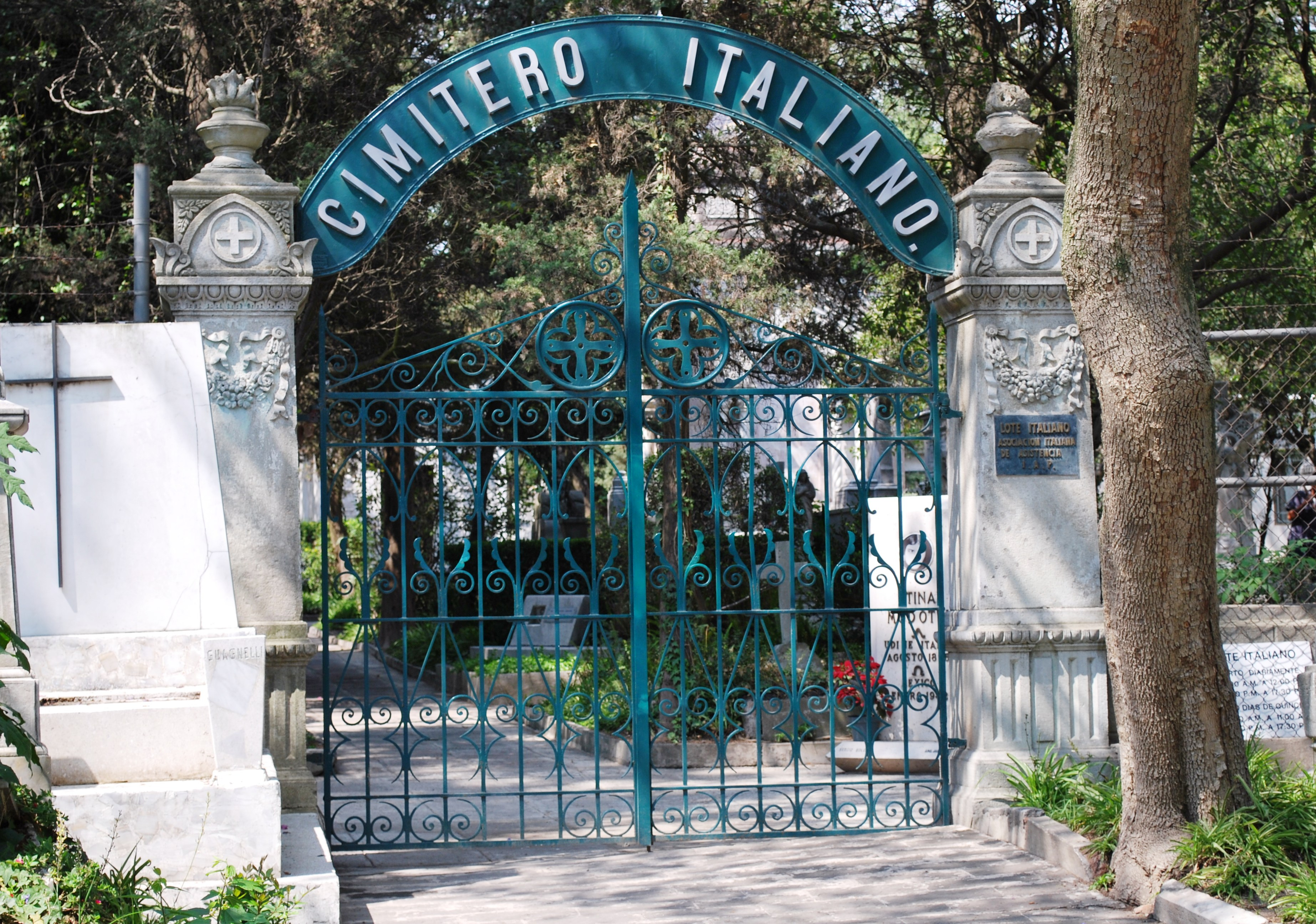
Cementerio de italianos en la Ciudad de México construido en 1900.

Los italianos emigraron a Chipilo en 1882, como consecuencia de las inundaciones que hubo en Véneto por el río Piave. De hecho, se anegaron algunos pueblos de la provincia de Belluno y, aprovechando su desgracia, los habitantes de aquellas áreas se trasladaron a México. Casi 3000 italianos se asentaron en la localidad de Chipilo, en la cual, por esta razón, todavía hoy se habla el dialecto veneciano que importaron esos primeros colonos. La ciudad ahora cuenta con 4000 habitantes y sigue estando hermanada con una ciudad de la región del Veneto, Segusino.
Los italianos de Chipilo son famosos en Italia por haber combatido en 1917 la batalla del Monte Grappa en favor del presidente mexicano Carranza. Un centenar de ellos lograron rechazar el ataque del revolucionario Emiliano Zapata que, con 4000 soldados, trató de arrasar el pueblo de Chipilo. Fue por esta victoria, que fue celebrada también por la prensa del Reino de Italia, que el entonces presidente mexicano, Venustiano Carranza, nombró general al jefe de los italianos de Chipilo, Giacomo Berra. También durante el período de la llegada de Mussolini (que simpatizaba con México puesto que había recibido el nombre de Benito como homenaje a Benito Juárez), se apreció lo hecho por los italianos de Chipilo.
Existen también asentamientos de familias chipileñas en otras zonas del país como, por ejemplo, los que se encuentran en los estados de Guanajuato (Irapuato, San Miguel de Allende) y Querétaro. Ellos también han continuado manteniendo la lengua véneta trabajando en la industria agropecuaria.

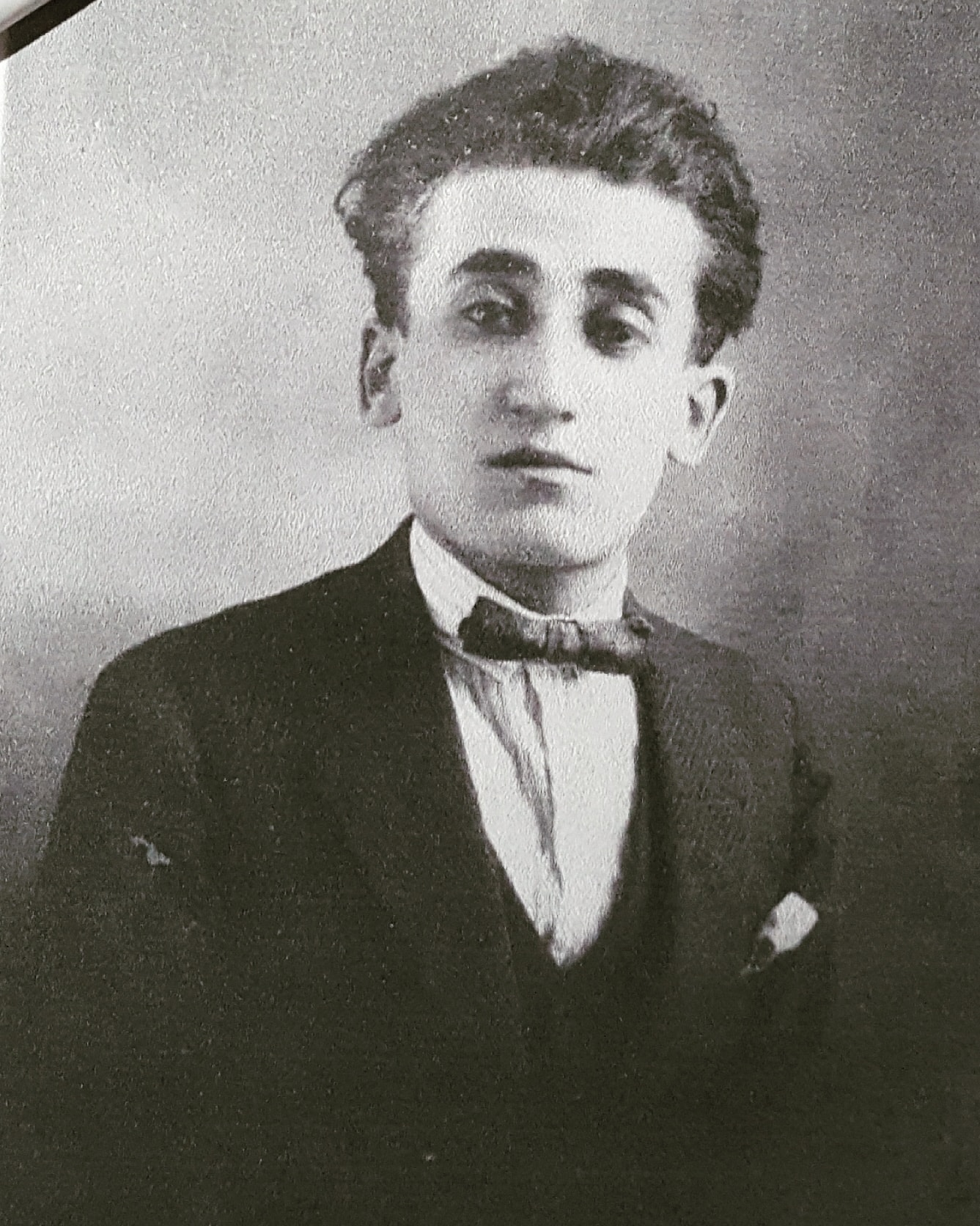
Mario Zumpano

En el año 1928 el italiano Don Mario Zumpano estableció en Ciudad de México una fábrica de sombreros de paja llamada "Italia". Esta fue una de las primeras que, por la calidad de lo que producía, comenzó a expulsar del mercado los productos similares extranjeros. Zumpano fue el primero que importó la paja para la manufactura del tipo de sombreros canotier y, aplicando la técnica de la aventajada industria sombrerera italiana, puso en el mercado mexicano sombreros que en calidad igualaban a los extranjeros, pero a un precio que sorprendió por lo bajo. Con éstos antecedentes, no es difícil suponer que la industria fundada por el caballero italiano de que se trata, haya progresado notablemente a nivel mundial, ya que, por su producción era solicitada por las mejores casas detallistas del ramo. La fábrica de sombreros a la que venimos refiriéndonos, se encontraba ubicada en  la calle de Minatitlán, Colonia Roma.

### Comunidad italiana en elsigloXXI

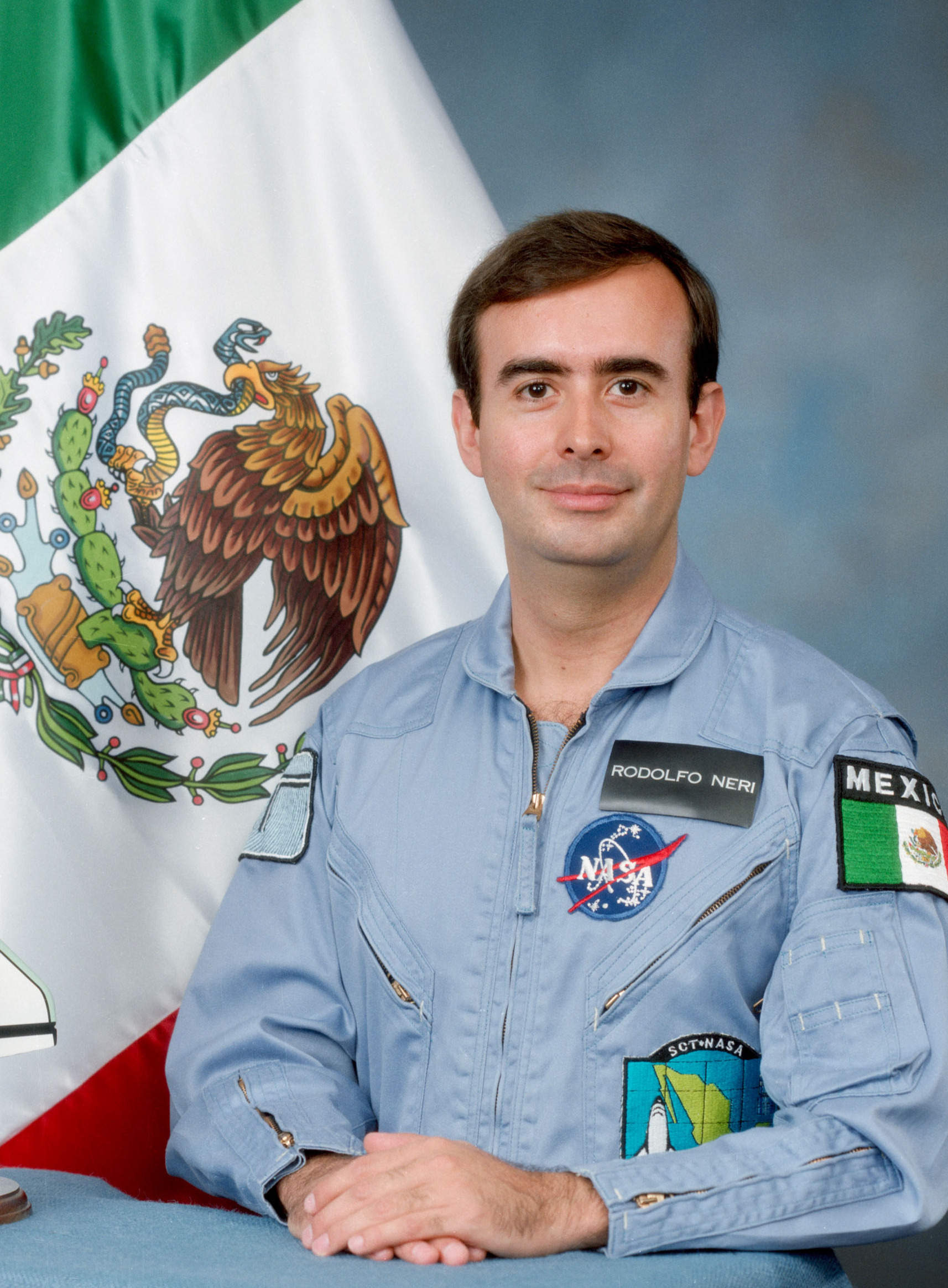
El guerrerense Rodolfo Neri Vela, primer astronauta mexicano de la NASA cuyos ancestros son italianos.

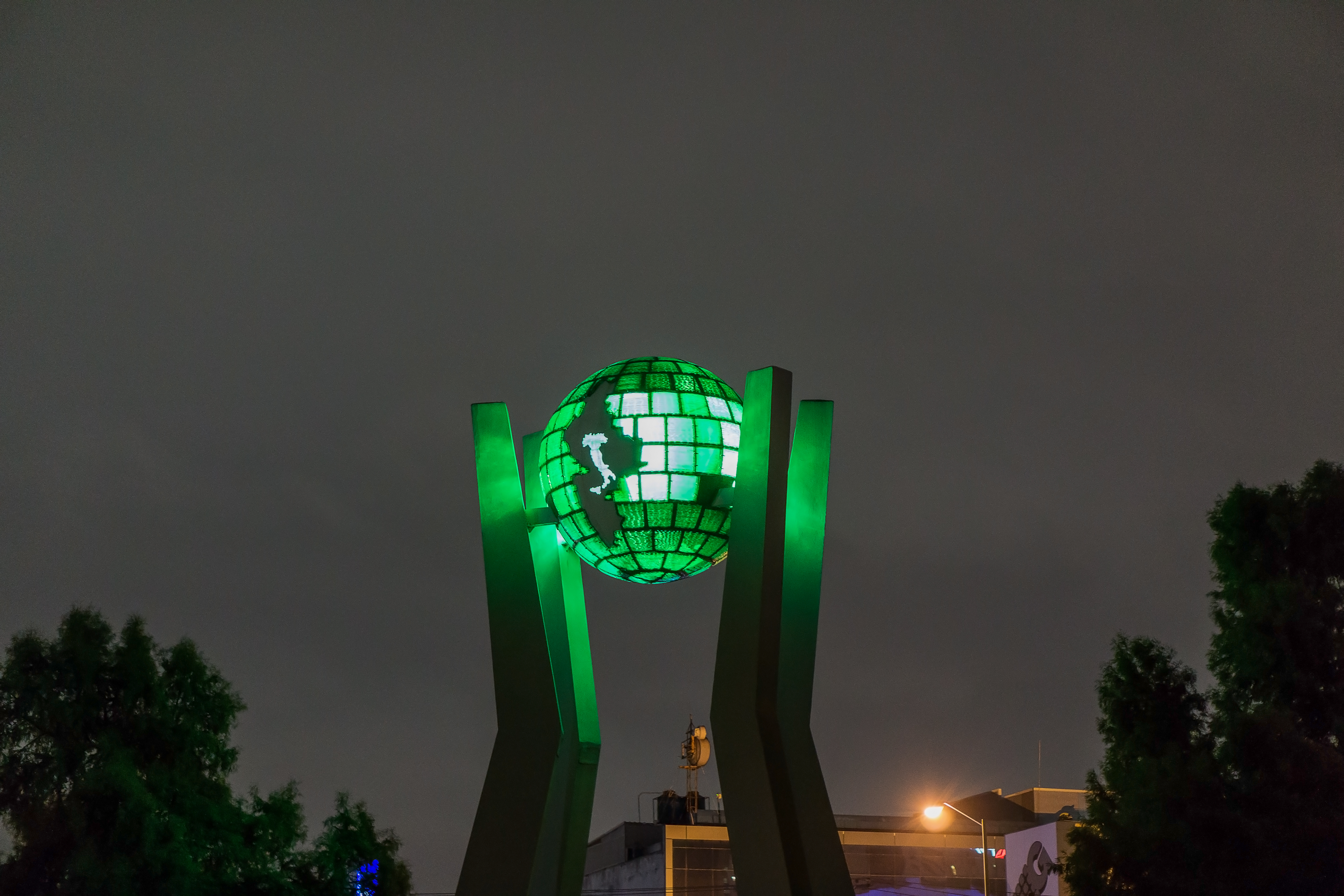
Monumento en San Pedro Garza García conmemorando la inmigración italiana en Nuevo León.

Hoy en día, muchos italo-mexicanos siguen residiendo en las ciudades fundadas por sus antepasados. Otras ciudades fundadas por inmigrantes italianos se encuentran en los estados de Veracruz (en particular las de Tepatlaxco, Zentla, Los Tigres), Jalisco, San Luis Potosí, Tamaulipas y Distrito Federal.
En los estados de Aguascalientes, Guanajuato, Nuevo León, Tamaulipas y Sinaloa, se puede notar que hay una gran porción de descendientes de italianos como resultado de la época de la emigración. Menor, pero también notable, es el número de italo-mexicanos que se establecieron en El Oro (situado en el Estado de México) y en las ex Haciendas, hoy ciudades, de Nueva Italia y Lombardía (hoy en día en el municipio de Gabriel Zamora) en el estado de Michoacán. Ambas fueron fundadas por Don Dante Cusi, originario de Gambará en Brescia, y posteriormente habitadas por sus seguidores que emigraron de Italia (que ayudaron en los trabajos agrícolas altamente especializados y avanzados en su época, junto con la gente local).
Hoy en día el manejo de las tierras michoacanas por los seguidores de Cusi sigue siendo objeto de estudio en unas universidades inglesas. Playa del Carmen, Mahahual y Cancún en el estado de Quintana Roo también han recibido una notable cantidad de inmigrantes procedentes de Italia.
Se calcula que aproximadamente 850,000 mexicanos tienen ascendencia italiana y, entre ellos, se encuentra una comunidad de alrededor de 13 000 personas que posee pasaporte italiano y que habla el italiano o algún dialecto de Italia. El estudioso Antonio Peconi afirma que habría que sumar unos 80000 descendientes más a las personas mexicanas de ascendencia italiana, ya que hay que agregar todos los hijos ilegítimos que tuvieron los inmigrantes italianos sin reportar oficialmente la paternidad durante los tiempos de la colonización, especialmente con mujeres indígenas y mestizas. Esto significa que probablemente los mexicanos con raíces italianas son más de 900000 actualmente, es decir, casi el 1% de la población total de México en el 2010.
La gran mayoría de los italo-mexicanos ha alcanzado un alto nivel social en la actual sociedad mexicana. Uno de los más conocidos es Daniel Mastretta, creador del primer carro deportivo hecho y diseñado en México industrialmente: el Mastretta MXT.
Los inmigrantes italianos de los últimos años se han asentado especialmente en centros turísticos como Riviera Maya, la Península de Baja California, Puerto Vallarta, o Cancún.  Allí han adquirido viviendas y han generado fuentes de empleo como restaurantes, hoteles y centros de entretenimiento (es el caso de Matamoros y Tampico, ambas ciudades importantes del estado de Tamaulipas).

## Cultura italiana en México

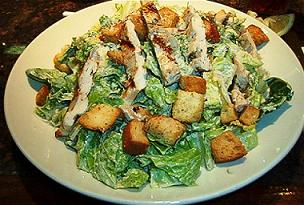
La ensalada César, forma parte de la gastronomía bajacaliforniana.

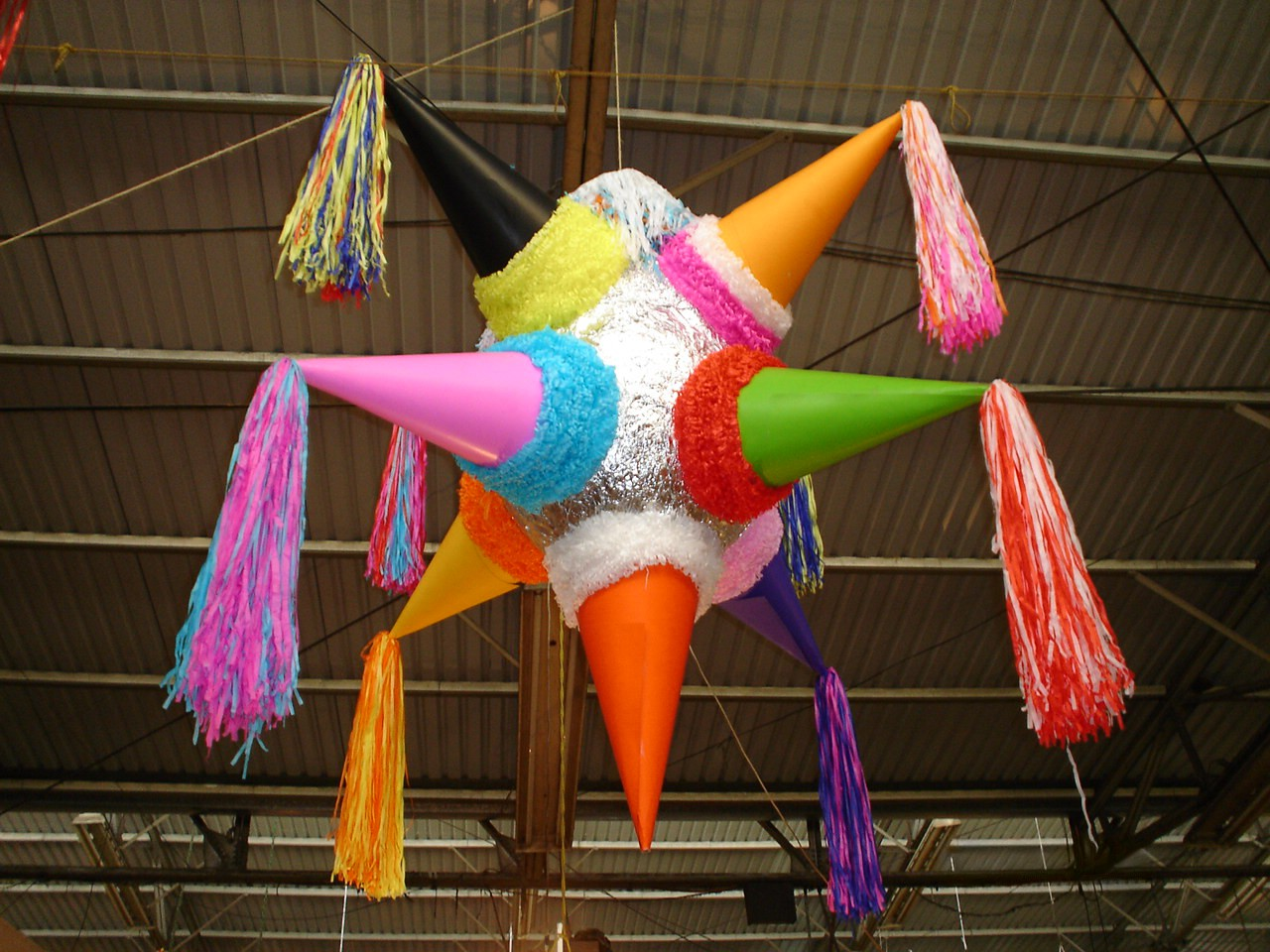
La piñata llegó de Italia a la Nueva España.

La fiesta de la Befana es una celebración chipileña que procede de Véneto, región del norte de Italia. Se trata de la celebración más conocida en la localidad, aunque existen otras tradiciones típicas de Segusino que se han difundido entre los chipileños y, entre estas, cabe destacar el juego de bolos, los cantos, y diversas tradiciones que practican los niños. Hay también celebraciones mexicanas que se han ido integrando a la cultura chipileña, tales como las posadas navideñas y las celebraciones del 15 y 16 de septiembre.
Eduardo Montagner Anguiano es un escritor mexicano nacido en Chipilo de Francisco Xavier Mina, en el estado de Puebla. Escribe en lengua véneta y, concretamente, en la variante de chipileño. Sus obras literarias forman parte de la literatura mexicana del siglo XXI y mantienen la identidad propia de la localidad de Chipilo. Eduardo Montagner Anguiano se licenció en Lingüística y fue un fiel defensor de las lenguas minoritarias de México (se enfocó, en particular, en la variante del chipileño).
Por lo que se refiere a la gastronomía mexicana, existen muchos aportes de alimentos que han sido traídos por los inmigrantes italianos. La ensalada César, por ejemplo, forma parte de la gastronomía bajacaliforniana pero tiene su origen en la cocina italiana. Los vinos también tienen una importancia relevante en la cocina de Baja California y, en el Valle de Guadalupe, la familia Cetto ha impulsado la industria vitivinícola conjuntamente con otros empresarios.
La artesanía piñatera mexicana tiene su origen en España y, a su vez, en Italia, por la relación histórica que surgió en el Viejo Mundo. En México, la tradición de romper piñatas nació en las posadas navideñas, pero se difundió también en los cumpleaños infantiles. Las piñatas forman parte de una amalgama de tradiciones procedentes de diversas regiones del mundo. De hecho, la costumbre surgió en China y llegó a Italia a través de Marco Polo, luego se extendió por los frailes quienes la trajeron a la Nueva España, por donde se arraigó y adquirió una particularidad cristiana con raíces aztecas. Hoy en día, forma parte de las costumbres más comunes de México.

## Comunidades italianas
Las comunidades italianas actualmente tienen varias estructuras sociales y culturales (algunos ejemplos son el "Istituto Italiano di Cultura", la "Dante Alighieri", las "Casas de Italia" y los "Círculos de emigrados").

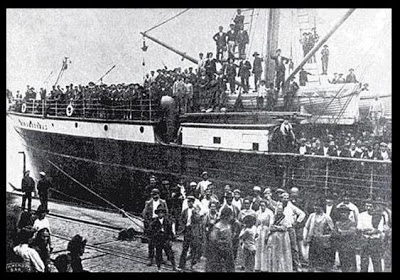
Emigrantes italianos desembarcando en Veracruz a finales del siglo XIX

Además, cuentan con una revista altamente calificada, llamada "Punto d’Incontro"

En el siglo XIX el Gobierno mexicano creó seis colonias agrícolas: Colonia Manuel González (en Veracruz), Colonia Porfirio Díaz (en Morelo), Colonia La Aldana (en el Distrito Federal), Colonia Ciudad del Maíz (en San Luis Potosí), Colonia Carlos Pacheco (en Mazatepec) y Colonia Fernández Leal (en Chipilo). 
De todas éstas, la única que se ha mantenido sólida hasta hoy, con el Chipileño como idioma y sus costumbres, es la de Chipilo. Los otros colonos se disgregaron y mezclaron y, por este motivo, perdieron la lengua, las costumbres y los demás rasgos italianos distintivos.
Actualmente, las principales comunidades italianas en México se distinguen por la región italiana de origen y, entre éstas, las más numerosas son Lombardía, Veneto, Emilia-Romagna, Lazio, Campania y Trentino.
- Los lombardos son una comunidad destacada entre los italianos que viven en México y su presencia es notable sobre todo en la industria y en los negocios. Su llegada empezó a partir de la independencia de México, pero su mayor presencia se dio a principios de los años 70. Al igual que los trentinos y vénetos, también los lombardos se instalaron en ciudades como Lombardía, Nueva Italia, Morelia, Monterrey, Puebla de Zaragoza, Ciudad Altamirano, Chilpantzingo, Punta Colonett, Ensenada, Zamora, Irapuato, Matamoros y Mérida. Su principal centro de reunión viene siendo periódicamente Ciudad de México. El lombardo Dante Cusi fue el fundador de las Haciendas "La Lombardía" (ahora Lombardía) y "Nueva Italia" en Michoacán (interconectadas por su propio servicio de ferrocarril traído pieza por pieza por él y sus hijos de Alemania). Ambas Haciendas eran, para la época, muy modernas: contaban con servicio médico propio, molinos movidos por la fuerza del agua para procesar el arroz, maquinarias modernas, talleres, empaquetadoras de arroz, once escuelas para los hijos de los trabajadores, iglesias y rastro higiénico para procesar carnes. Además, en Baja California los lombardos iniciaron la producción vitivinícola más ambiciosa en el Valle de Guadalupe y, por esta razón, hoy en día los descendientes de los lombardos son importantes productores de vinos blancos y tintos de gran calidad que se exportan hacia el mercado de los Estados Unidos, de Europa y de América Central.

- Los trentino-bolzaneses son otra comunidad de importancia entre los italianos que viven en México y su presencia es notable sobre todo en la educación y en los negocios. Su llegada se produjo desde la independencia de México, pero su mayor presencia se dio a principios de los años 70. Entre ellos hubo algunos de lengua alemana, que hablaban el dialecto tirolés austríaco. Se establecieron principalmente en Las Cieneguitas (que se ubica en el municipio Tanhuato en Michoacán), Zentla[26] y en ciudades como Toluca, Mazatlán, Irapuato, Monterrey, Ensenada y Mérida. Su principal centro de reunión, donde se congregan periódicamente, es Ciudad de México. Los trentinos fundaron la Colonia Manuel González en el estado de Veracruz y, en ella, prosperaron en el ganado, en la producción forrajera y en productos lácteos de gran calidad.

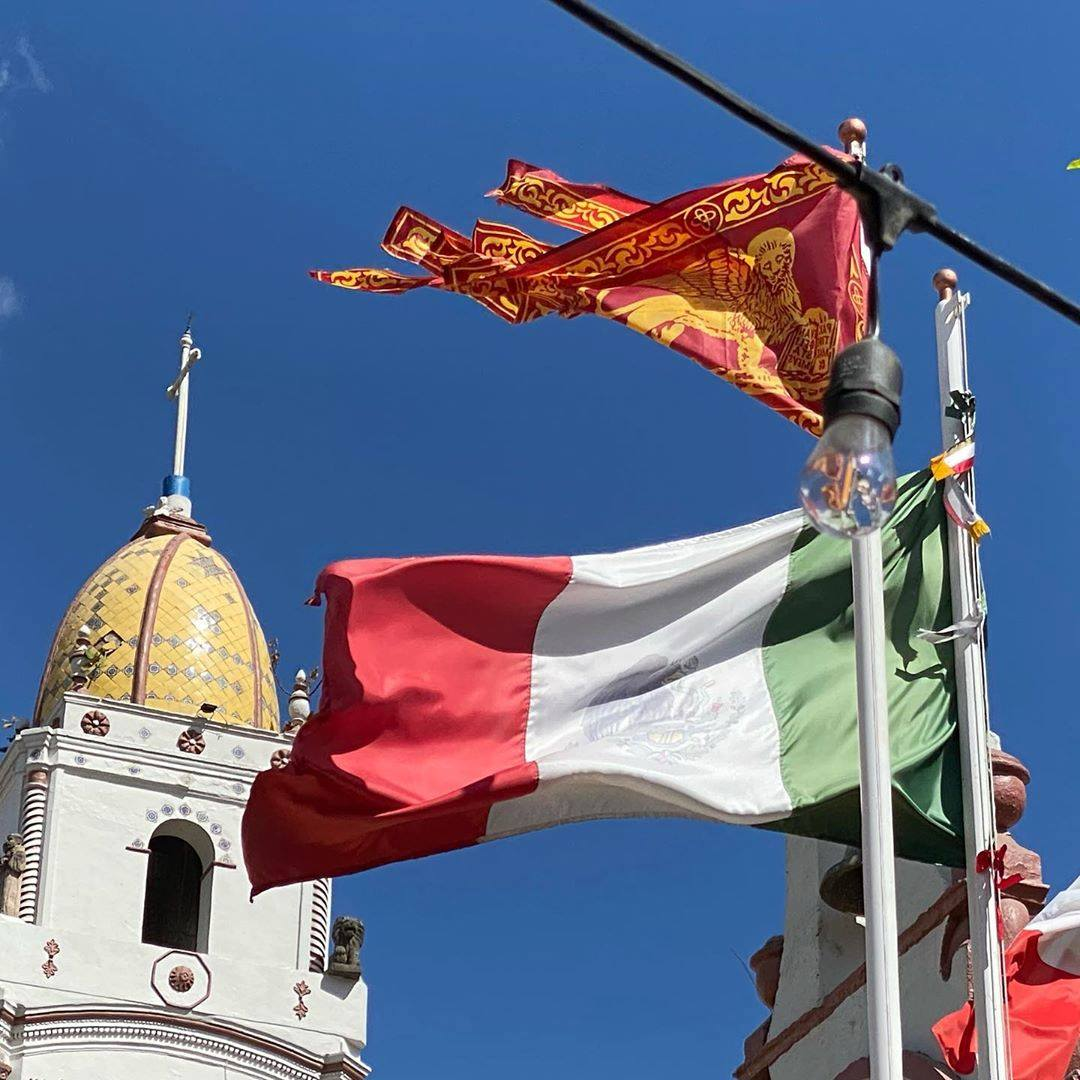
Chipilo, comunidad de vénetos.

- Los vénetos son una comunidad numerosa en México. Su presencia es notable sobre todo en la industria, en los negocios y en el turismo. Su llegada se produjo a partir de la independencia de México, pero su presencia masiva se dio a principios de 1912. Al igual que los que procedían de Padova, los trentinos y los lombardos,  también los vénetos se disgregaron en ciudades como Puebla de Zaragoza, Huatusco, Irapuato, Córdoba, Xalapa y Ciudad de México. Principalmente, los vénetos originarios de Segusino[27] fundaron Chipilo de Francisco Xavier Mina (que en los primeros veinte años era llamado Colonia Fernández Leal). Esta ciudad era un experimento del gobierno mexicano, puesto que había población exclusiva de colonos extranjeros.[28]

- Los emiliano-romañoles son una comunidad que vive en México desde el siglo XIX. Su presencia es notable sobre todo en la industria, el turismo y los negocios. Su llegada se hizo desde la independencia de México; y al igual que otras comunidades se disgregaron en ciudades como Ciudad de México, Guadalajara (Jalisco), Mazatlán (Sinaloa), Tampico, Matamoros, Veracruz, Monterrey, Puebla de Zaragoza, y Córdoba (Veracruz).

## Tabla de flujos migratorios

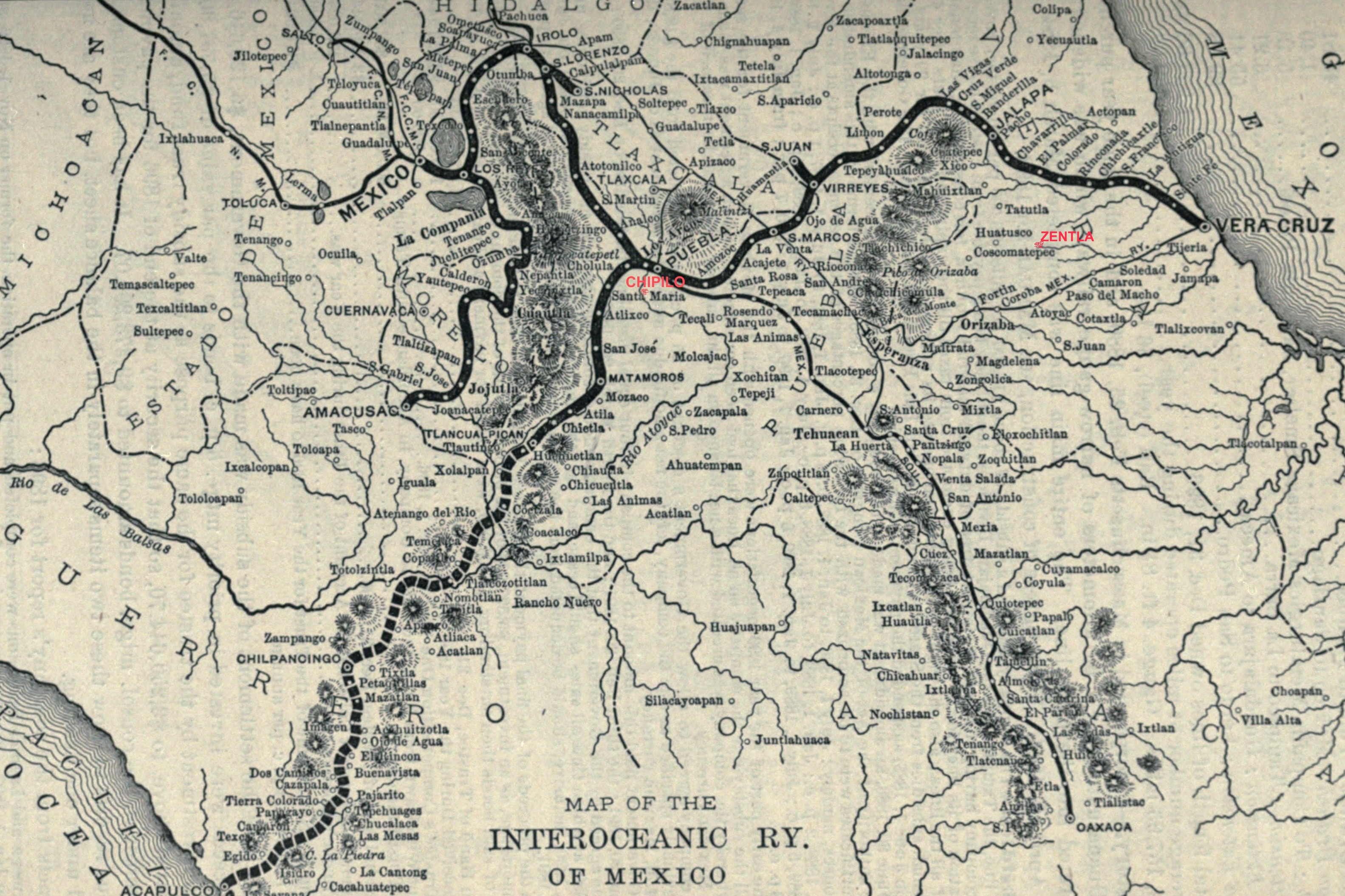
Mapa de 1897 donde se notan en rojo las colonias italianas de Chipilo ("Colonia Fernández Leal") y Zentla ("Colonia Manuel González"), no lejos de las estaciones ferroviarias de Puebla y Veracruz.

| 1895 | 2.148 |
| 1900 | 2.575 |
| 1910 | 2.595 |
| 1921 | 2.292 |
| 1930 | 4.908 |
| 1940 | 1.183 |
| 1950 | 1.220 |
| 1960 | 3.489 |
| 1970 | 2.738 |
| 1980 | 3.131 |
| 1990 | 2.004 |
| 2000 | 3.904 |
| 2010 | 4.964 |
| 2020 | 6.619 |

Fuente: Estadísticas históricas de México 2009, Censo de Población y Vivienda 2010